# MiG-29K (航空機)
 MiG-29K / МиГ-29К
MiG-29K «9.41»（ロシア海軍）
- 用途：艦上戦闘機（マルチロール機）
- 設計者： RSK「MiG」
- 製造者：ソコル航空機工場（ロシア語版）
- 運用者：

  -  インド海軍
  -  ロシア海軍
- 初飛行：

  - 1988年7月23日（MiG-29K «9.31»）
  - 2007年1月22日（MiG-29K «9.41»）
- 生産開始：2005年
- 運用開始：2009年
- 運用状況：現役
- 原型機：MiG-29M

MiG-29K (ミグ29K；ロシア語: МиГ-29К ミーグ・ドヴァーッツァヂ・ヂェーヴャチ・カー) は、RSK「MiG」によって設計された艦載型マルチロール機で、MiG-29の発展型である。
本項では1980年代に完成した«9.31»規格、2010年からインド海軍で運用されている«9.41»規格両方について記述する。なお、この項では各型について«○.○○»という記述の仕方をすることがあるが、これはMiGが用いる製品番号であり、単にMiG-29Kなどと述べただけでは重複する機種があるためである。

## 概要
MiG-29K «9.31»はソビエト連邦海軍による艦載戦闘機選定のために開発されSu-27K（のちのSu-33）、MiG-27の艦上機型(フックを装備した改造機による陸上テストのみ)と競合したが、Su-27Kが採用されたために試作機が2機完成されるにとどまった。
ソビエト連邦の崩壊によって1992年からは設計局も不況に煽られたが、その後もMiG-29Kの開発研究を独自に続行し、90年代後半になるとインド海軍が艦載機購入を計画、そこへ売り込みをかけるためにMiG-29K開発は再び熱を盛り返すことになった。そうして完成したのがMiG-29K «9.41»であり、2009年からインド海軍への引き渡しが開始している。

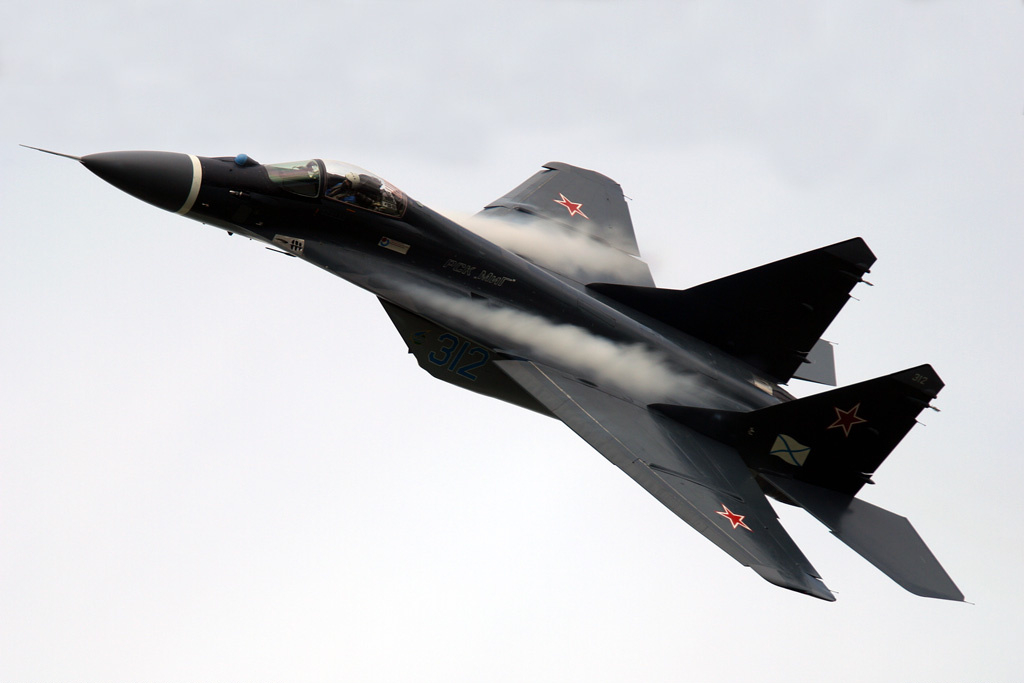
MiG-29K «9.31»
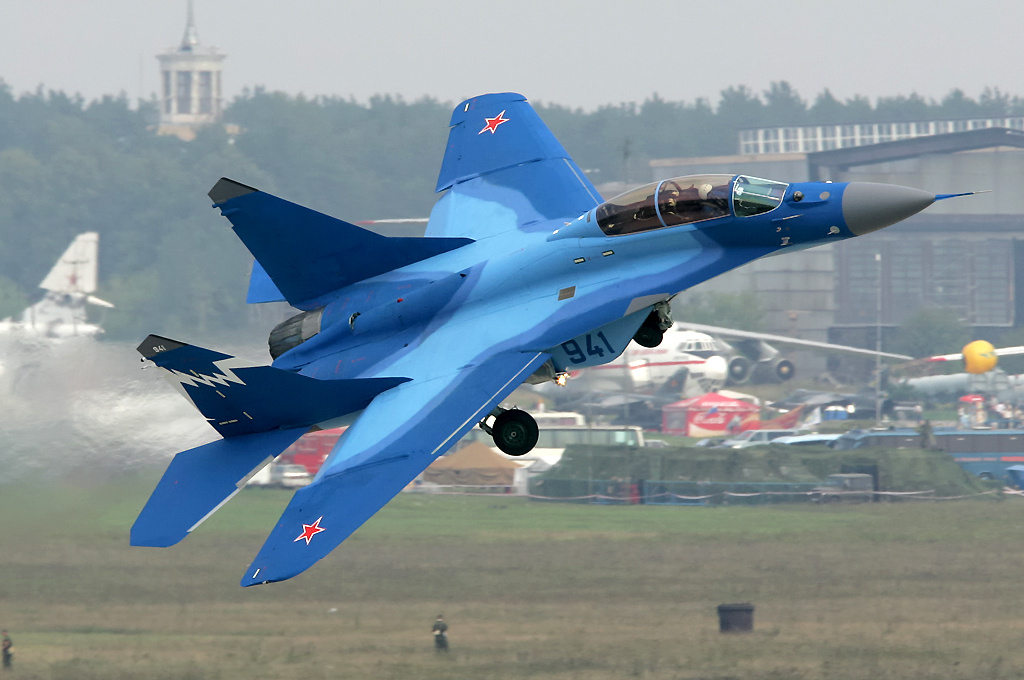
MiG-29K «9.41»

## 開発

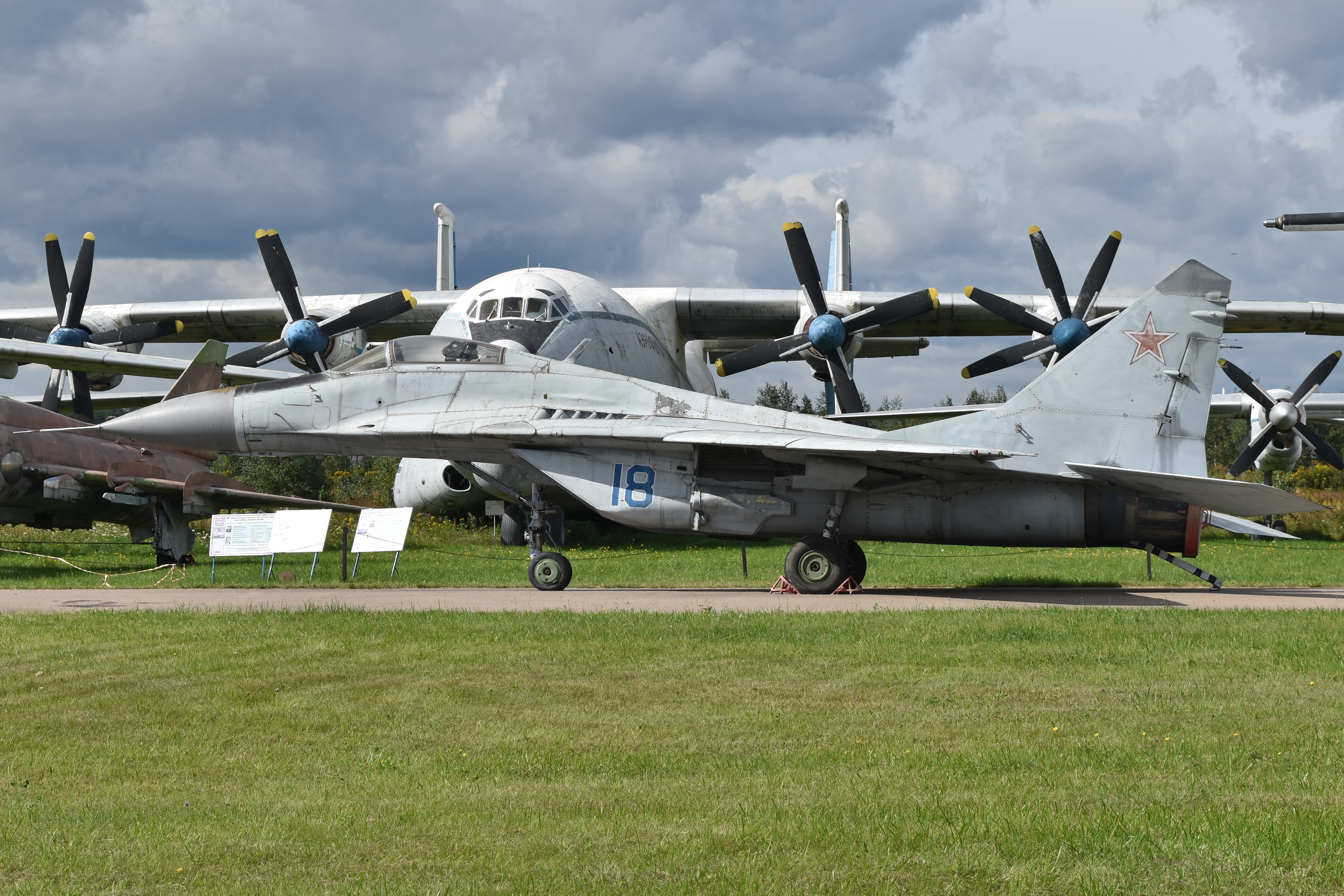
MiG-29KVP。後部胴体下面のアレスティングフックと、LERX上面のルーバー式補助インテークを装備している。

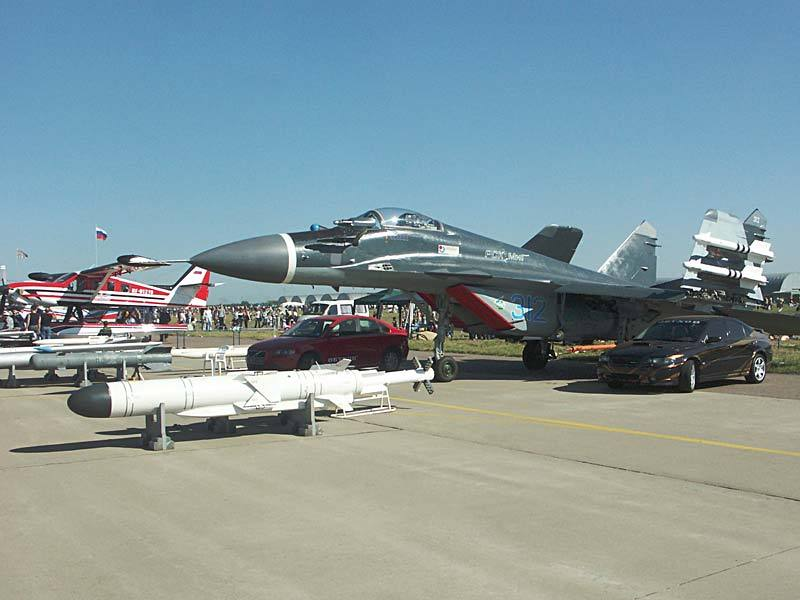
MiG-29K «9.31» 312号機

1970年代初頭、ソビエト連邦海軍による超音速艦上戦闘機開発の要求に従い、MiG-29K «9.31»の開発は行われた。これに対しミコヤン設計局はMiG-29を基にしてこの要求に答える戦闘機を開発することを決定した。航空母艦上で運用するにあたって、設計局はまず尾部全体を強化しアレスティング・フックを装備した短距離離着陸用の試験機、MiG-29KVPを製作 、1982年8月21日に初飛行させ、艦載化にはエンジンパワーの増強と主翼面積の拡大が必要であることを明らかにした。この結果をもとに設計局は既に開発済みであったMiG-29M «9.15»をベースに発展させ、主翼面積の拡大及び折り畳み機構の付加等艦載機化を行ったMiG-29K «9.31»を完成させた。MiG-29K «9.31»は1991年に完成され、MiG-29M «9.15»同様、MiG-29 «9.12»など既存の量産型に性能面で大きく差をつけていた。
MiG-29K «9.31»の初飛行は1988年7月23日、ウクライナのサーキ飛行場にてトクタル・アウバキロフをテストパイロットに行われた。さらに1989年11月1日、アウバキロフは重航空巡洋艦「トビリシ」（現「アドミラル・クズネツォフ」）での初着艦、初発艦に成功した。Su-27Kも同日にテストを行っている。1989-91年までの間MiG-29K «9.31»は多くのテスト項目を実行した。ソビエト連邦の崩壊により計画は保留され後継のロシア海軍はライバルのSu-33を探求した。ミコヤンは資金不足にもかかわらず1992年以降も作業を進めたが、開発も進まなくなり計画は放置されてしまった。

### 計画の再開

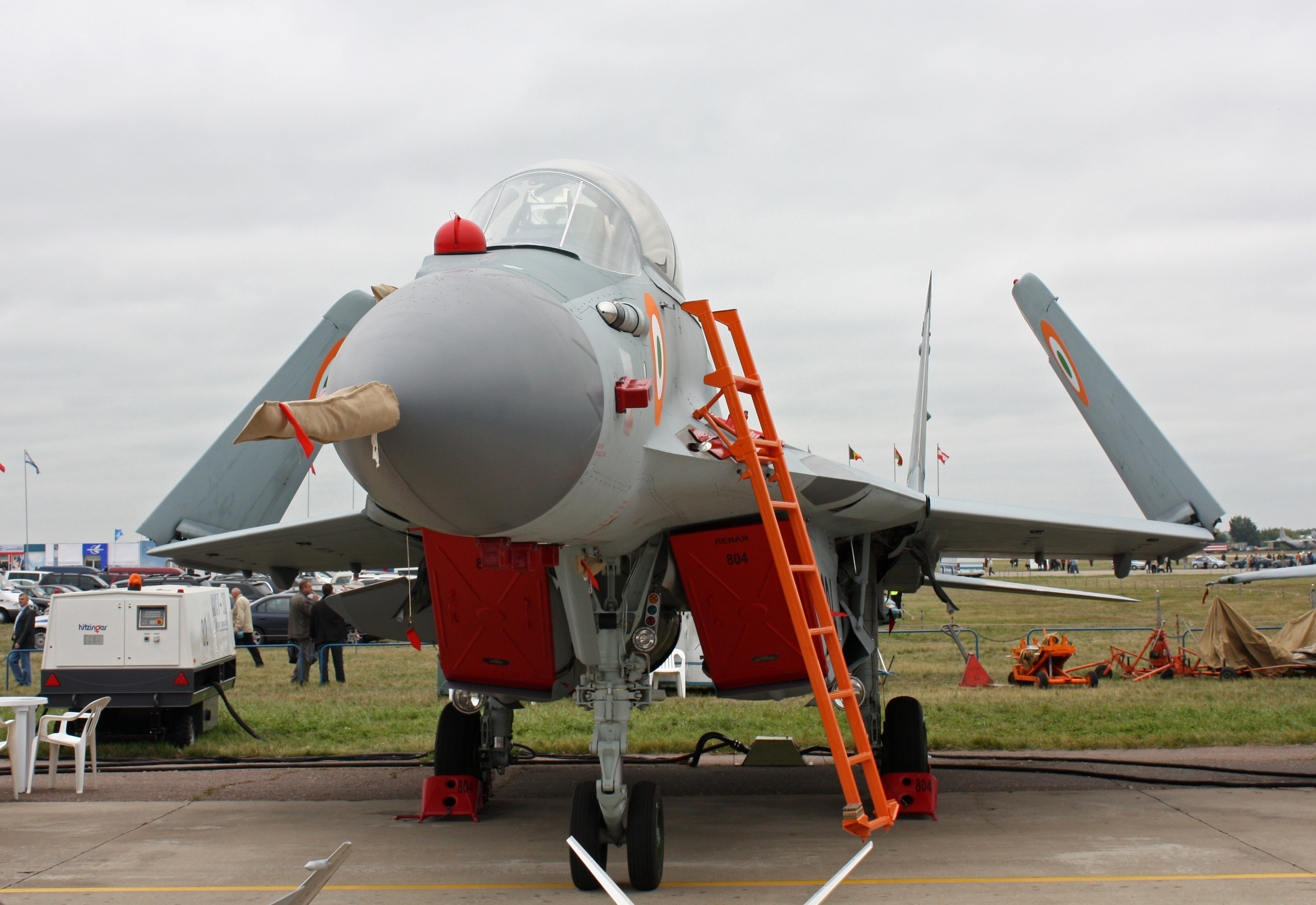
MAKS-2009にて展示されるインド海軍のMiG-29K «9.41»

インド海軍は、ロシアから購入した「アドミラル・ゴルシコフ」を改修して「ヴィクラマーディティヤ」として配備するにあたって、ロシアとの契約からその搭載機をMiG-29Kに決定していた。これはインド海軍が限られたスペースしかない空母で運用するには巨体すぎるのと整備が複雑なのを嫌ったためであった 。
これに向けてRSK-MiGはMiG-29K «9.41»を開発することになるが、これはMiG-29K «9.31»から直接発展したものではなく、MiG-29M (前述したMiG-29M «9.15»とは別の機体で、区別のためにMiG-29M1とも呼称される) を改良したものである。MiG-29K «9.31»のベースになったMiG-29M «9.15»は不採用に終わり、複座練習機型のMiG-29UBM «9.61»も計画のみで生産されなかったが、のちにここから発展した複座のMiG-29M2が開発され、さらに改良・艦載機化したMiG-29KUB «9.47»が開発された。MiG-29M2に対応する単座型がMiG-29M (MiG-29M1) であり、これがMiG-29K «9.41»のベースとなっている。なお、MiG-29M2は他にもMiG-35の母体にもなっている。またMiG-29K «9.41»にはMiG-29K «9.31»のノウハウも濃くフィードバックされている。
2004年1月20日、「アドミラル・ゴルシコフ」のインドへの引き渡しと改修作業について、ロシアとインドが15億ドルで契約したと発表された。これによれば、契約額の半額が空母の改修に充てられ、残りの半分で搭載機のMiG-29K «9.41»とKa-31対潜ヘリコプターを製造するということである。空母「ヴィクラマーディティヤ」にはそれぞれ16機、10機が搭載可能であるとされているが、装備される1飛行隊は12機のMiG-29K «9.41»で構成されるという。
2007年1月22日、ロシアのジューコフスキー飛行場でインド海軍向けに開発されたMiG-29KUB «9.47»が初飛行した。

## 設計

### 機体
MiG-29K «9.31»

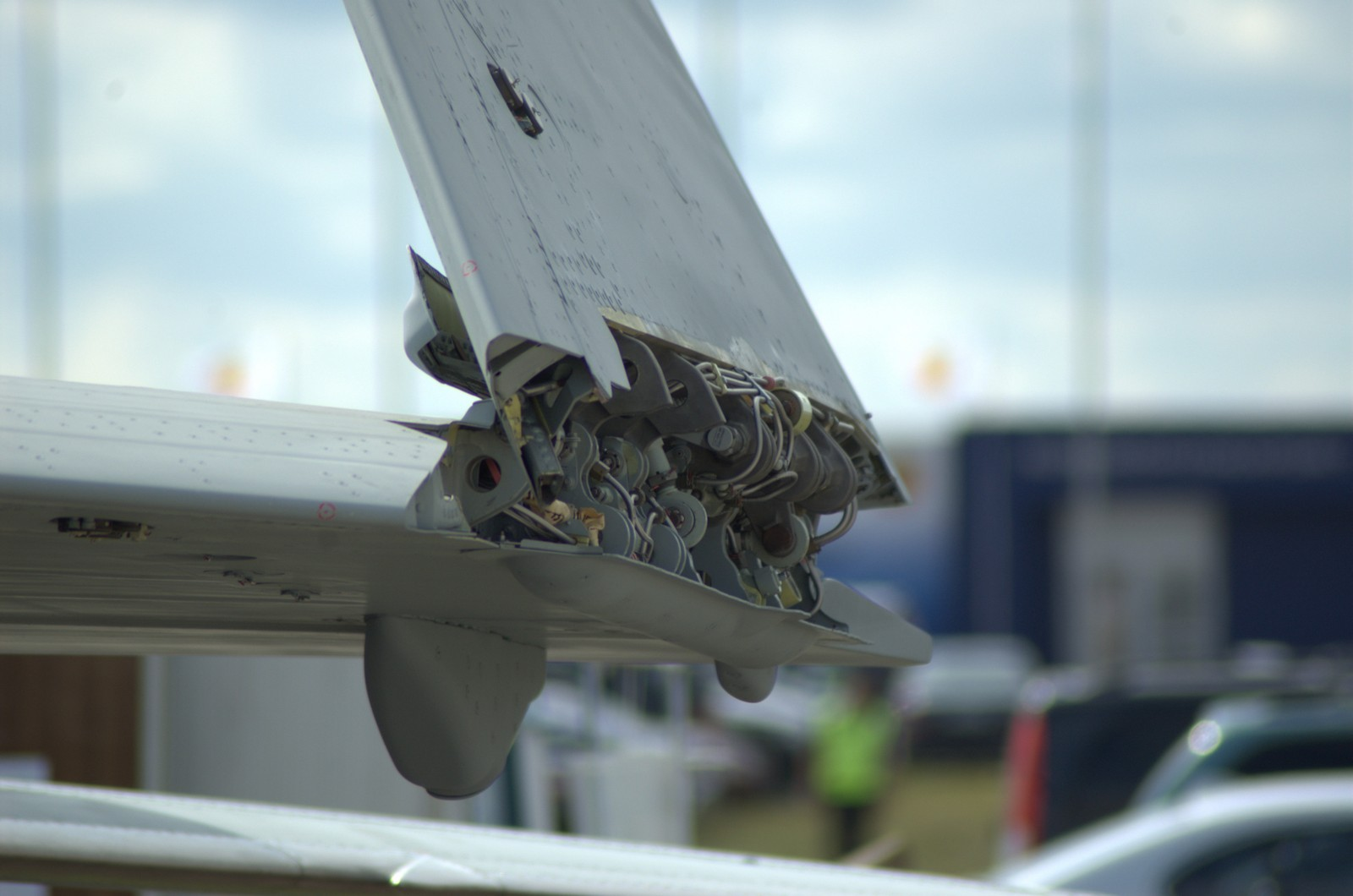
主翼の折り畳み部分

MiG-29M «9.15»から発展しているため、基本的なレイアウトはこれに準ずる。MiG-29M «9.15»からMiG-29K «9.31»へは、主翼の翼幅を11.36mから11.99mに増加し折り畳み機構を付加、フラップをダブルスロッテッド式に変更、脚機構の強化、アレスティングフックの追加、ヒンジの強化なども行われた。
MiG-29K «9.41»/MiG-29KUB «9.47»
MiG-29M1及びMiG-29M2から発展したため、外観はMiG-29K «9.31»と大きく異ならず、艦上機への改造についてもノウハウが活かされている。敵レーダーによる捕捉を避けるため、ステルス性向上への策も取られており、機体には電波吸収材がコーティングされレーダー反射断面積は普通のMiG-29の4〜5分の1程度になっているとされる。材料も進歩しており、機体の約15%に複合材料を使用している。

### 航続距離

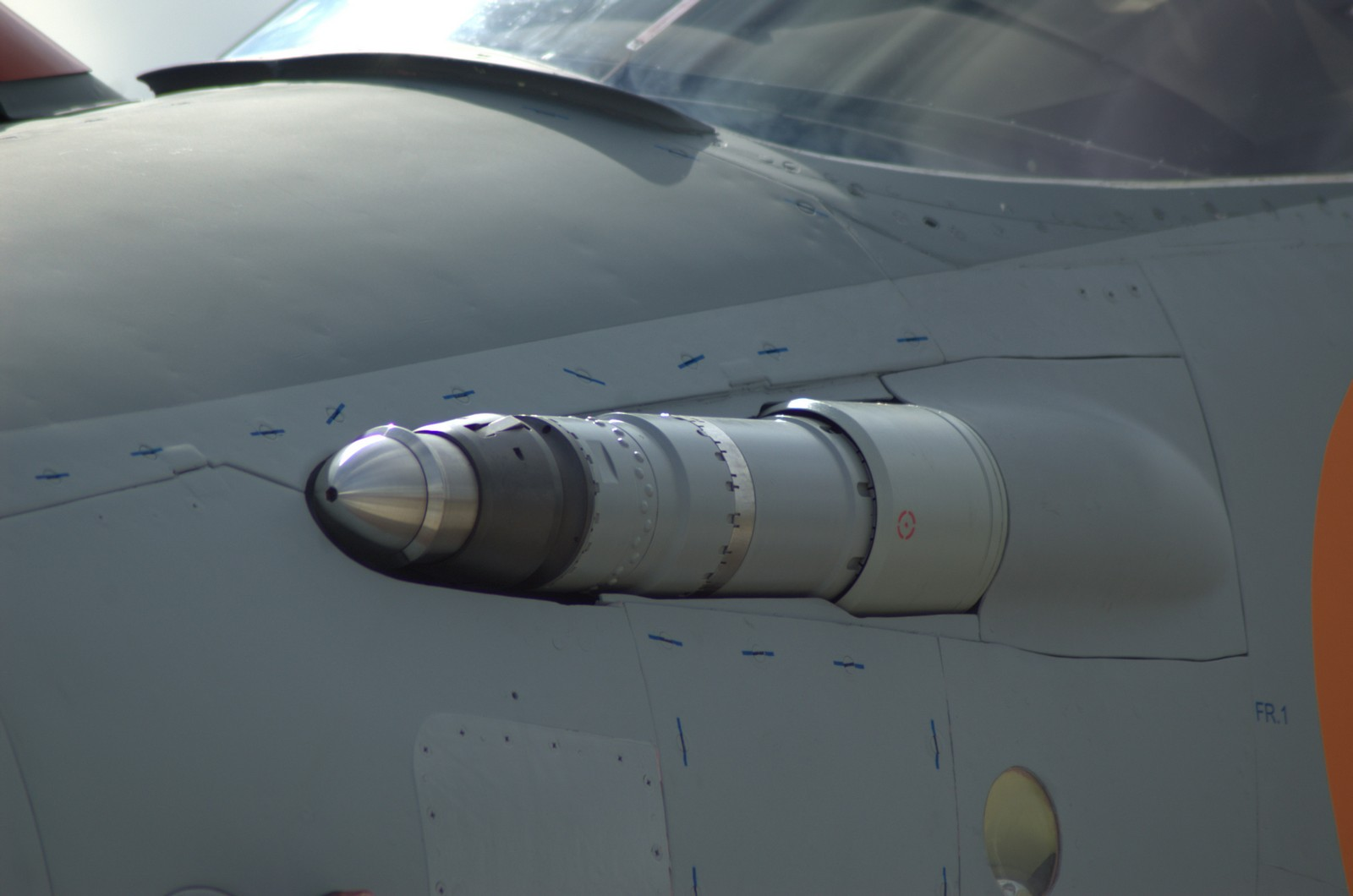
空中給油プローブ

MiG-29K «9.41»/MiG-29KUB «9.47»の作戦行動半径は増槽無しで850km (531 mi)、増槽1本で1,050km、増槽3本で1,300kmであり、増槽を3本装備した時のフェリー距離は3,000km(1,860 mi)である。最大機内燃料搭載量は5,200kgに増加した。1,500L増槽は1本、1,150L増槽は2本まで装備できる。原型のMiG-29がソ連の要求によって前線戦闘機として開発されたため、制限のある行動範囲を受け継いでしまっている。しかし、機首左には給油用引き込み式プローブが装備されているので、必要に応じて空中給油を行い航続距離を伸ばすことは可能である。

### アビオニクス
MiG-29K «9.31»
基本的にMiG-29M «9.15»と同様である。
MiG-29K «9.41»/MiG-29KUB «9.47»
基本的にMiG-29M «9.31»と同様であるが、フランス製の「シグマ-95」GPS/INS航法装置及び「トップサイト-E」HMD（Topowel-Fとも、ラファールのために開発されたのと同じもの）、イスラエルのIAI/エルタ製の自己防御システム、インド製の通信装置（UHF/VHF無線通信システム、TACAN近距離無線ナビゲーションシステム、VOR/ILS/MKRナビゲーションシステム）、電波高度計、IFF、Tarang レーダー警報受信機（ELINT）を搭載する。ロシア海軍が運用する型では通信用無線機がポレト社のR-800L2に変わっている。
搭載する多重チャンネル式のOLS-UE赤外線捜索追尾システムは、320x256ピクセルの赤外線センサ、640×480ピクセルのテレビカメラ、レーザー測距儀を統合しており、上方60度、下方15度、左右45度ずつを捜索できる。探知距離は航空目標に対し、ヘッドオンで15km、追尾する状況だと45km程度で（エンジンの排気ノズルから、より多量の赤外線を放射するため）、20kmの距離で目標との距離評定及びレーザー誘導兵器の照準を行える。

### 兵装

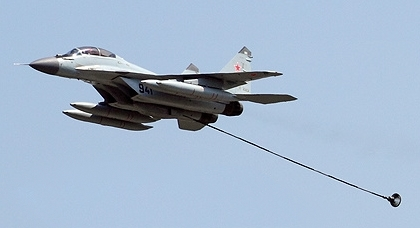
PAZ-1MKを装備したMiG-29K

固定兵装として左LERX部の付け根に「GSh-30-1」30mm機関砲を1門を装備し、装弾数は150発である。ハードポイントは左右主翼下に4か所ずつ、胴体中心線下に1か所の合計9か所あり、増槽を搭載可能なウェットポイントは機体中心下の一か所、翼下の一番内側の各一か所、計3か所である。機体中心下のハードポイントは増槽にのみ対応している。ペイロードは9か所全体で4,500kgである。MiG-29K «9.31» とMiG-29K «9.41»/MiG-29KUB «9.47»で運用できる兵装に特に違いは無い。
MiG-29Mの場合、全ての兵装はMiG-29SMTと互換性があるとされている。また、増槽の代わりに「PAZ-1MK」給油ユニットを装備することで「バディ給油」能力を持たせることができる。自己防御としてはチャフとフレアを胴体尾部のエンジンナセルの尾部の下に取り付けられた50mm口径のカートリッジを16個のそれぞれ梱包した2つのディスペンサーを装備する。

## 型式

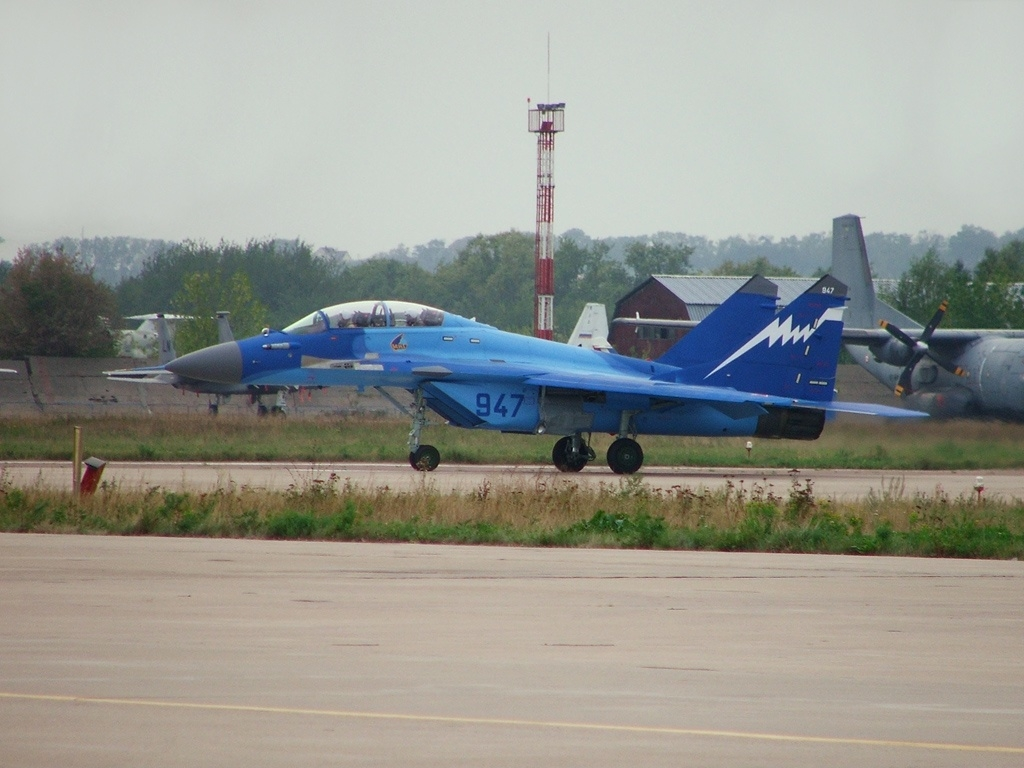
MiG-29KUB «9.47»

MiG-29K  «9.12»
1978年に計画されたMiG-29Kの初期案。カタパルト発艦前提の設計となっている。機体上面の補助エアインテークが残されているのが特徴である。
MiG-29K «9.31»
1988年に初飛行した単座型艦上戦闘機。機体番号「311」と「312」が試作されている。
MiG-29KU «9.62»
MiG-29K «9.31»に合わせて計画された複座型。MiG-29UBなどとは異なり、MiG-25PU、MiG-25RUのように前後席でキャノピーが分離している。計画、モックアップ作成のみ。
MiG-29K «9.41»
単座型艦上マルチロール機。
MiG-29KUB «9.47»
2007年に初飛行した複座型。MiG-29UBと異なり、本来の座席の後部に教官用座席を配置している。このため機首に火器管制レーダーを装備しており、単座型とほぼ同等の戦闘能力を有する。
ロシア海軍向けのMiG-29K/KUBは非公式にMiG-29KR/KUBRと呼ばれることもある。これらについてはインドと外国製の機材が構成より削除されている。
このほか、空母を「ひとつの基地」として運用するにあたって重い問題（艦上機があっても空母から運用できる固定翼の早期警戒機（AEW）を保有していないという点、早期警戒ヘリは有るものの固定翼機に比べると速度や滞空時間などの性能で劣る。）を抱えていたインド海軍のためにMiG-29KUB «9.47»をベースに強力なデータリンクシステムを備えた機体を開発・配備し、AEW機と同じような機能を持たせる計画がある。また、EA-18Gのような電子戦機の開発も検討されている。

## 配備

### ロシア

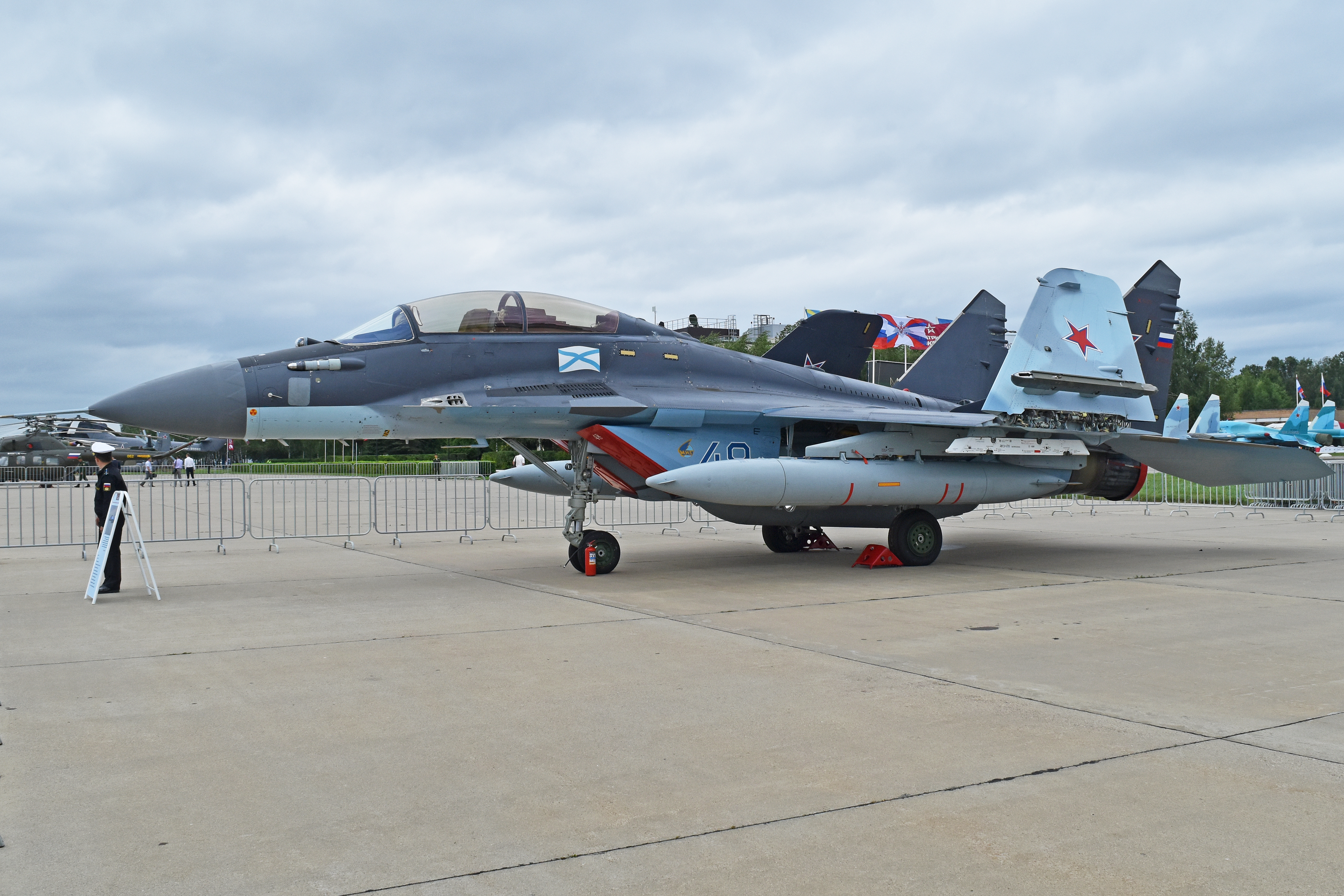
ロシア海軍のMiG-29K。折り畳んだ主翼に赤い星（ロシア軍機の国籍マーク）のほか、キャノピー下にロシア海軍の軍艦旗が描かれている。

政府がMiG-29Kの購入を視野に入れていると明らかになったのは2009年2月で、セルゲイ・イワノフ副首相が、多額の負債を抱えるMiGへの支援の一環としてMiG-29KUBを購入すると表明した。発注数はMiG-29K «9.41»20機、MiG-29KUB «9.47»4機である。防衛相の側近によれば、海軍は現状でSu-33を19機保有しているが運用期限が2015年に迫っており、戦力を維持するためにはSu-33を新たに新造、つまり生産ラインを一から再始動する必要があり、余計な費用が掛かりかねない。しかしMiG-29K «9.41»の場合、既にインド空軍が発注を受け継続して生産を行っているのでこの点融通が利く。インド海軍は開発とMiG-29K «9.41»16機の引き渡しまでに7億3,000万ドルを費やしたが、ロシア海軍が追加で24機を購入する場合では約10億ドルの出費で済むとされる 。
供給契約は2012年2月29日に締結された 。2014年11月25日に最初のMiG-29KとMiG-29KUB各2機が引き渡され、2016年1月中旬に計24機の納入を完了した。一方Su-33は2025年まで延命されるようである。

### インド

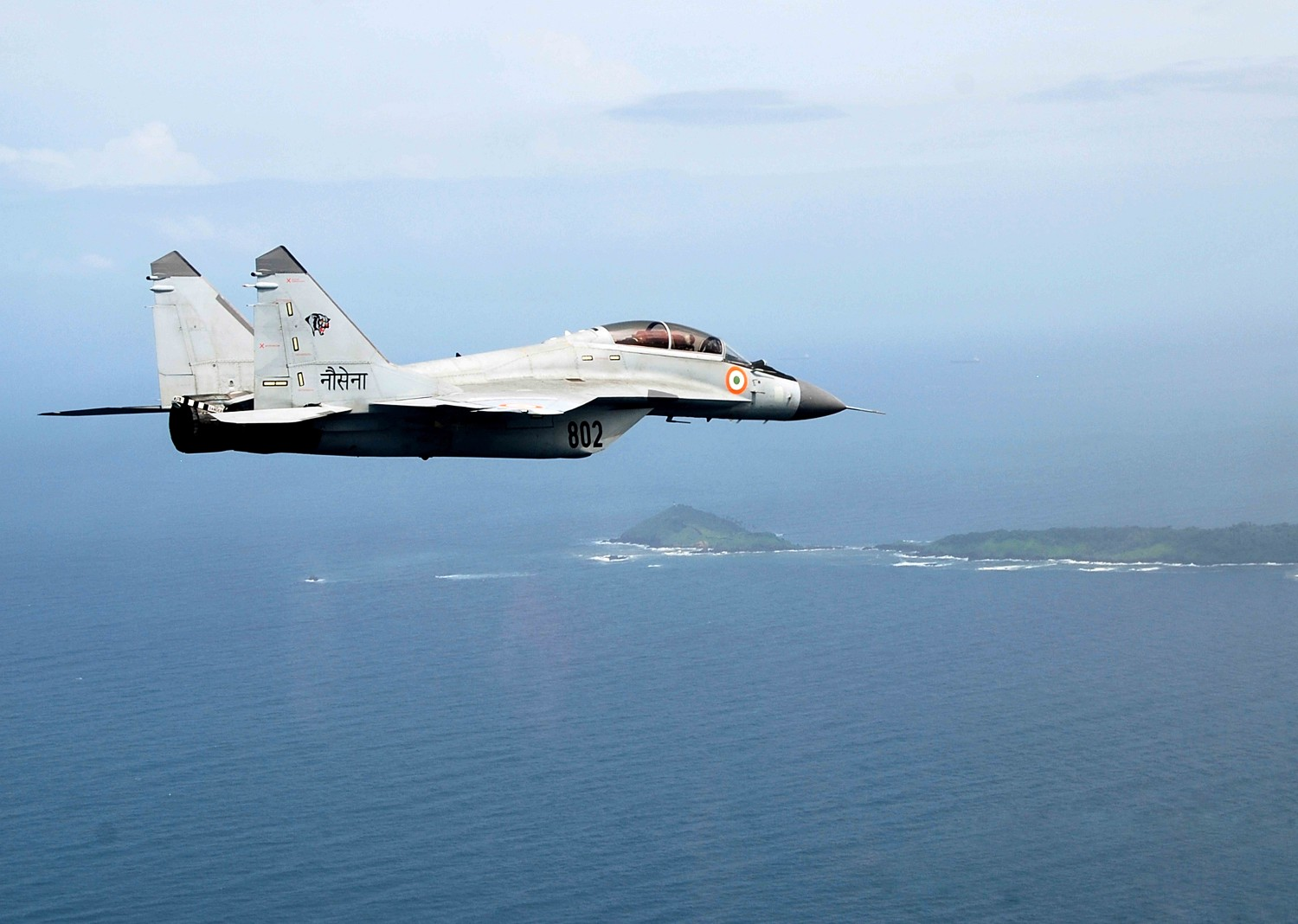
洋上を飛行するインド海軍所属のMiG-29K «9.41»

#### 発注
2004年に12機のMiG-29K «9.41»と4機のMiG-29KUB «9.47»を発注したのが最初で 、2009年11月から納入が開始され、2012年には全ての納入が完了する。この納入に先立ち同年9月にアドミラル・クズネツォフへでの試験が実施された。
2010年2月より運用が開始され、同年3月に15億ドル相当の契約を結び、29機のMiG-29K «9.41»が追加購入されることになった。
2011年にMiG-29KUBが墜落したことでロシアは同型機を飛行停止、インドは航空機の信頼性に影を落としているとし追加のMiG-29Kの注文を調査の結果が出るまで注文を停止していたが、ロシアは、後でヒューマンエラーが墜落を引き起こしたことを発表し、飛行停止となる必要はないとした。
2011年8月、ミグの総合ディレクターのセルゲイ・コロトコフは、2004年に契約した16機のうち最後の5機について年末までに納入し、29機のMiG-29Kの第二のバッチの納入は2012年に開始すると発表した。
2012年11月、インド海軍のための試験が完了した。
2015年には建造中の「ヴィクラント」の搭載機についてMiG-29K «9.41»が選定されたことが報じられた。
2017年2月13日、追加発注分を含めた全機の納入が完了したことが報告された。

#### 問題
2016年7月、アメリカやEU、ウクライナ政府によるによる制裁によりロシアがコンポーネントを購入できなくなったことでインドの納入されたMiG-29Kが規格外の仕様での納入を余儀なくされたことが報告された。これらについてはゴアを訪問した専門家によれば文字通りアップグレードされているとされている。
2016年8月、インドのCAGは、機体やRD-33MKエンジン、フライ・バイ・ワイヤシステムの欠陥に起因する運用不足に直面していることを報告した。報告によれば2010年2月に62%にあたる40機のエンジンが設計上の欠陥のために運用が拒否されていた。その結果、保守性はMiG-29Kは15.93%から37.63%、MiG-29KUBは21.20%から47.14%の間で変動していることが報告された。またそれらの欠陥が最初の2012年のヴィクラマーディティヤでの試験中に確認されたにもかかわらず放置され、訓練などに影響が出ていたことも明らかとなった。報告書はこれらの技術的欠陥は6000時間または25年の戦闘機の全体的な寿命を減少させるであろうと述べ、航空機のフルミッションシミュレータは、キャリア・オペレーションには「不適当」と付け加えた。インド海軍の参謀長を務めたプラカシュはこれらの問題の根源は、ロシアの軍産複合体における極端に劣悪な品質管理と過去25年間、ロシアの産業界がインド海軍に提供していた陰鬱な製品サポートにあると述べている。
2017年2月、上述の事態を受け、今後数年間でINS ハンサにMRO施設が設置されると発表された。MiG-29KのMRO施設はシーハリアーのMRO施設と交代する形で設置される。MROの運用はロシアのMiGのチームが行うという。同様にRD-33MKエンジンの中間補修施設も200〜300億ルピーのコストをかけ建設される。統一エンジン製造会社ではインドへの販売後の技術サポート（PTP）を提供する準備ができており、これによりすべての問題に迅速に対応し、運用効率を向上させることができるという。このシステムには、人材育成、メンテナンスや修理、物流、サプライ・メンテナンスの技術文書が含まれている。

## 事故

### ロシア
2011年6月、アストラハンでMiG-29KUBが墜落し、パイロットが死亡した。
2014年12月4日、モスクワ近郊でMiG-29KUBの204号機が墜落し、パイロットが死亡した。
2016年11月14日、地中海においてアドミラル・クズネツォフに着艦アプローチ中に1機が墜落した。原因は墜落機が着艦する前の機体がアレスティング・ワイヤーの1本を切断したため、墜落した機が着艦する事が出来ず上空待機中に燃料が切れたためであった。なお墜落した機体についてはパイロットの射出時にIFFシステムは自動破壊され機密性に問題はないとの判断や引き上げ費用が高価といった理由から同様に墜落したSu-33ともども引き上げは実施されていない。

### インド
2017年2月28日、MiG-29Kが技術的な障害によりマンガルル国際空港に緊急着陸した。
2018年1月、ハンザ基地から訓練に向かうために離陸中のMiG-29Kが出火し墜落、パイロットは無事脱出した。
2019年11月、MiG-29KUBがゴア基地を離陸した後、バードストライクによるエンジンの故障により墜落した。パイロットは無事に脱出。
2020年2月、ハンザ基地から離陸したMiG-29Kが訓練中にゴア沖のアラビア海に墜落した。パイロットは無事に救助された。
2020年11月、ヴィクラマーディティヤから発艦したMiG-29KUBが訓練中にアラビア海に墜落。1名は救助されたが、もう1名は行方不明。11日後パイロットと思われる遺体を回収した。
2022年10月、ハンザ基地へ帰投中だったMiG-29Kが「技術的な誤動作」によってアラビア海に墜落した。パイロットは無事に救助された。

## 仕様

### MiG-29K «9.41»
データはMiG公式サイトなどより。兵装類の弾数は記述がある物のみ。
- 乗員:1名
- 全長:17.3m
- 全幅:11.99m
- 全高:4.40m
- 翼面積:43m2
- 全備重量:18,550kg
- 最大離陸重量:24,500kg
- 発動機：RD-33MK ターボファンエンジン×2基
  - ドライ推力：53 kN (5,400 kgf）×2
  - アフターバーナー使用時: 88.3 kN (9,000 kgf) ×2
- 最高速度:
  - M2+（2,200km/h）（高空）
  - M1,2（1,400km/h）（低空）
- 航続距離:
  - 2,000km
  - 3,000km(フェリー、増槽×3)
  - 5,500km(増槽×3,空中給油1回)
- Gリミット:8G
- 実用上昇限度:17,500m
- 上昇率:19,812m/min(海面),6,540m/min(0~6000m平均)
- 翼面荷重:442kg/m2
- 推力重量比:0.97

#### 兵装
- GSh-30-1　30mm機関砲×1　装弾数100発
- ハードポイント9か所。内3ヶ所に増槽懸架可能。

空対空
- R-77 アクティブレーダー誘導中距離ミサイル×6
- R-27 セミアクティブレーダー誘導中距離ミサイル
- R-73 赤外線誘導短距離ミサイル×8

空対地
- Kh-25ML セミアクティブレーザー誘導ミサイル
- Kh-29T TV誘導ミサイル
- Kh-35U アクティブレーダー長距離ミサイル

対レーダー
- Kh-25MP パッシブレーダーシーカーミサイル
- Kh-31P パッシブレーダーシーカーミサイル×4

対艦
- Kh-31A 中距離シースキミングミサイル×4
- Kh-35 長距離アクティブレーダー誘導ミサイル×4

爆弾
- RBK-250 クラスター爆弾
- RBK-500
- RBK-750
- FAB-500-M62 汎用爆弾
- FAB-1000
- KAB-500KR（英語版）×4

その他
- チャフ・フレアディスペンサ
- MSP-418Kジャミングポッド
- T220/Eターゲティングポッド
- 1500L増槽×1、1150L増槽×2
- PAZ-1MK 給油ユニット